# 郭解
郭解（？—？），字翁伯，西漢河內郡軹縣（今屬河南省濟源市）人，漢代游俠人物。郭解為女相師許負之孫，年少時為非作歹、逞凶鬥狠殺人眾多，不僅搶劫財物，還私自鑄錢、盜挖墳墓。而當郭解年長後，改變自身過往的作為，謙遜儉約又樂於助人，因行俠仗義而聲名赫赫。漢武帝年間遷徙天下豪強至茂陵縣，郭解亦在搬遷之列，郭解進入關中後，當地豪傑仰慕其大名，爭相與他交歡。後來郭解因門下賓客殺人受牽連而逃亡，被逮捕歸案後，御史大夫公孫弘以郭解任俠操弄權柄，屢次因小事而殺人，判處郭解犯下大逆無道之罪，將郭解族誅。

## 生平

### 許負外孫
郭解是温县那名善於給人相面者許負的外孫，許負曾预言薄姬所生之子將會成為皇帝，以及名將周亚夫最終絕食餓死的命運。而郭解的父親喜好替人打抱不平，於汉文帝年間被處死。

### 任俠嗜殺
郭解個頭矮小相貌平平，為人沉靜勇悍，不喝酒，年輕時陰險狠毒，意氣用事，遇到不稱心的事，殺死了很多人，他拼命替朋友報仇，藏匿亡命之徒，還作奸犯科，搶奪他人財物，稍一停手就私鑄銅錢，挖墳盜墓，郭解幹這類事情多的不可勝數，不過他常有幸運的機遇，每次被追查的緊迫時，往往能夠逃脫，或者恰巧碰上大赦。
等到郭解年長以後，行為上開始有所收斂，他改變自己過往的表現，做出節約謙讓的樣子，又以德報怨，給人的好處多，要求別人的少，然而郭解喜歡行俠的作為卻更甚於過去，他拯救別人的生命之後，從不誇耀自己的功勞，但其內心的歹毒仍紮根在心靈深處，為了一些微小的怨恨動輒行兇殺人依舊和過去沒兩樣，不少年輕人仰慕郭解的作為，時常替其報仇，而不讓他知道。

### 外甥之死
郭解的外甥倚仗郭解的威勢，某次與人一同飲酒，要別人乾杯，別人喝到承受不住了，郭解外甥仍強行灌酒，那人因此動怒，拔刀將郭解的外甥刺殺，逃亡而去。郭解的姊姊得知這件事後憤怒地說道：「以我弟弟翁伯此時的名氣，人家殺死我的兒子，卻連兇手也找不到！」於是把她兒子的屍體拋棄在大路旁，不加以埋葬，想以此來羞辱郭解。郭解派人暗中打聽到了兇手的藏匿之處，兇手在窘境下出面向郭解自首，把實情詳細地告訴給郭解，郭解說：「您殺他有理，我家孩子理虧。」放走了那名兇手，歸罪於自己的外甥，並收葬了他，豪俠們聽聞此事後，紛紛稱讚郭解的義氣，更加樂意歸附於他。

### 禮遇鄉鄰
在郭解外出時，一般人都會迴避，然而某次卻有一人伸開雙腿，雙手搭膝傲慢地坐著看向郭解，郭解問知他的姓名，門客想要殺掉那人，郭解說：「住在本鄉卻不被人尊敬，這是我自身的品德修養不足，他有什麼罪呢！」於是暗中請託尉史說：「此人是我所倚重的，輪到他要服徭役時免去他的服役。」後來幾次輪到那人要服徭役時，尉史都不找他，那人感到奇怪，問知其中緣由，這才得知是郭解讓他脫免的，那人因此解衣露體向郭解謝罪，年輕人們聽到這件事後，就越發仰慕郭解的作為了。

### 排難解紛
當時洛陽有一對結怨的仇家，洛陽城內幫他們居間調停的賢豪好幾十人，然而雙方依舊不接受和解，門客於是求見郭解請他幫忙，郭解趁著夜色低調地去見結仇的人家，仇家雙方才勉強聽從其勸告和好，郭解對仇家們說：「我聽說洛陽許多的賢豪都居中進行調解，你們多不聽從，如今你們有幸聽從了我的勸告，但我這個外縣人怎能跑來侵奪當地城邑賢豪的權利呢！」郭解當夜便離開洛陽，不讓他人知曉，臨行前更叮囑說：「暫且不要聽我的話和解，等我走了以後，待洛陽賢豪從中調解爭執，才聽從他們的話和解。」以此避免讓先前調停的賢豪們失了顏面。
郭解身材矮小，為人謙恭節儉，外出沒有騎馬的隨從，從不敢搭乘馬車進入縣衙，他前往鄰近郡國為別人請託辦事，事情可以開脫免事的，就讓它免事出來，如果不能辦妥，也要盡力使各方感到滿意，然後才敢接受人家的酒食招待，豪傑們因此特別敬重郭解，爭相為他所用，縣邑中的年輕人以及周圍縣邑的豪俠們夜間登門來拜訪他，車子常常多達十餘輛，請求把郭解收留的賓客接到自己家中供養他們。

### 遷入茂陵
等到汉武帝興建其墓所茂陵時，強制遷徒天下富豪前往陵寢的所在地茂陵縣（今屬陕西省兴平市），郭解家貧，家中的資產達不到遷徒的標準，然而官吏害怕出問題，不敢不遷徒他。將軍卫青替他說話道：「郭解家境貧寒，不夠遷徒的資格。」漢武帝對此反駁說：「郭解身為一介平民，卻有權勢能驅使將軍替他說情，這說明他的家並不窮！」郭解搬遷時，豪俠們替他送行，出錢財一千多萬，軹縣人楊季主的兒子是縣裡的縣掾，當初便是他提名遷徙郭解的，此時楊縣掾又出面阻攔那些送錢的人，郭解的侄兒就砍了他的頭，楊家自此與郭家結下樑子。郭解遷入關中後，關中賢豪不論與他相識或不相識的，聽聞他的名聲，都爭相前來與其結交。
後來軹縣人又殺死了楊季主，楊季主家上書控訴的人也被殺害於宮闕之下，漢武帝得知後，便下令逮捕郭解，郭解逃亡，把他的母親與家屬安置在夏陽縣，自己則逃往臨晉縣，臨晉的地方官籍少翁平素不認識郭解，因此放他出了臨晉關，郭解出臨晉關以後，輾轉來到太原，他每過一地總是把自己的姓名告訴居住食宿的主人，當官吏追查郭解蹤跡來到籍少翁處時，籍少翁自殺，線索因此中斷，過了很長一段時間，終於抓獲郭解，徹底追究他的罪刑，而郭解殺人的這些事情都發生在大赦以前，理應獲得赦免。

### 議罪族誅
郭解被逮捕後，軹縣有個儒生陪同上級派來審問郭解的使者坐著，聽到郭解的門客稱讚郭解，儒生說：「郭解這人專幹壞事觸犯國法，怎麼能稱得上賢能呢？」郭解的門客聽到後，殺害了這名儒生，並割斷他的舌頭。官吏就此事責問郭解，而郭解確實不知道殺人者是誰，殺死儒生的兇手始終找不出來，官吏向漢武帝上奏說郭解無罪，御史大夫公孫弘議論說：「郭解作為平民而行俠，玩弄权术，旁人為他動不動就殺人，雖然郭解的確不知情，但此種罪行比他知情殺人更可惡，應以大逆無道罪判處。」於是將郭解處死並滅族。

### 俠風日盛
從郭解以後，行俠的人極多，但沒有值得一提的。不過關中長安縣的樊中子、槐里县的趙王孫、長陵縣的高公子、西河郡的郭翁中、太原郡的魯翁孺、臨淮郡的兒長卿、東陽縣的陳君孺，他們雖然為俠卻有恭敬謹慎，謙虛退讓的君子之風。至於像是北道的姚氏、西道的諸杜、南道的仇景、東道的趙佗和羽公子、南陽郡的趙調等人，不過是盜跖之流的人物，混跡於民間罷了，哪裡值得談論呢！這些人都是從前朱家所引以為恥的。

## 後裔
- 曾孫郭梵：官拜蜀郡太守[6]。
- 玄孫郭伋：於汉哀帝、汉平帝年間受徵辟入大司空府，經過三次升遷任渔阳郡都尉，王莽建立新朝後擔任上谷郡大尹，調遷并州州牧，汉光武帝時歷任多地太守，盧芳割據北方期間，郭伋再次成為并州州牧，廣受當地民眾愛戴，建武二十三年郭伋逝世，享年八十六歲[6]。

## 評價
- 司馬遷：吾視郭解，狀貌不及中人，言語不足採者。然天下無賢與不肖，知與不知，皆慕其聲，言俠者皆引以為名。諺曰：「人貌榮名，豈有既乎！」於戲，惜哉[1]！
- 司马贞：遊俠豪倨，藉藉有聲。權行州里，力折公卿。朱家脱季，剧孟定傾。急人之難，免讎於更。偉哉翁伯，人貌榮名[1]。
- 丁耀亢：今之號為俠者，恃勢凌物，武斷鄉曲，吾直以為穿窬之雄耳。即俠如郭解，亦僅得族，況為解所恥乎？當時劇孟、朱家，亦皆重然諾。天下重之，而解好巧殺人，終不免族滅。故曰：「好勇而不好學，則亂」[7]。
- 司马光：布衣游俠劇孟、郭解之徒馳騖於閭閻，權行州域，力折公侯，眾庶榮其名跡，覬而慕之，雖其陷於刑辟，自與殺身成名，若季路、仇牧，死而不悔也……況於郭解之倫，以匹夫之細，竊殺生之權，其罪已不容於誅矣。觀其溫良泛愛，振窮周急，謙退不伐，亦皆有絕異之姿。惜乎不入於道德，苟放縱於末流，殺身亡宗，非不幸也[3]！
- 王夫之：公孫弘請誅郭解，而游俠之害不滋於天下，偉矣哉！游俠之興也，上不能養民，而游俠養之也。秦滅王侯、獎貨殖，民乍失侯王之主而無歸，富而豪者起而邀之，而俠遂橫於天下。雖然，逆彌甚者失彌速，微公孫弘，其能久哉[8]？
- 黃震：朱家周人之急，家無餘財，而終身不自以為德，太史公慕焉，郭解折節振人，人為解殺人，解不知而公孫弘族解，太史公尤為之痛惜，愚謂朱家誠賢矣，為人忘已墨氏之弊，而解之見殺則亦其平昔嗜殺所致，孔子有言：「古之學者為己。」孟子亦謂：「窮則獨善其身。」士亦何必務名譽出於尋常之外也哉[9]。

## 延伸閱讀
[在维基数据编辑]
 《史記/卷124》，出自司馬遷《史記》
 《漢書·卷092》，出自班固《漢書》